# Dynów

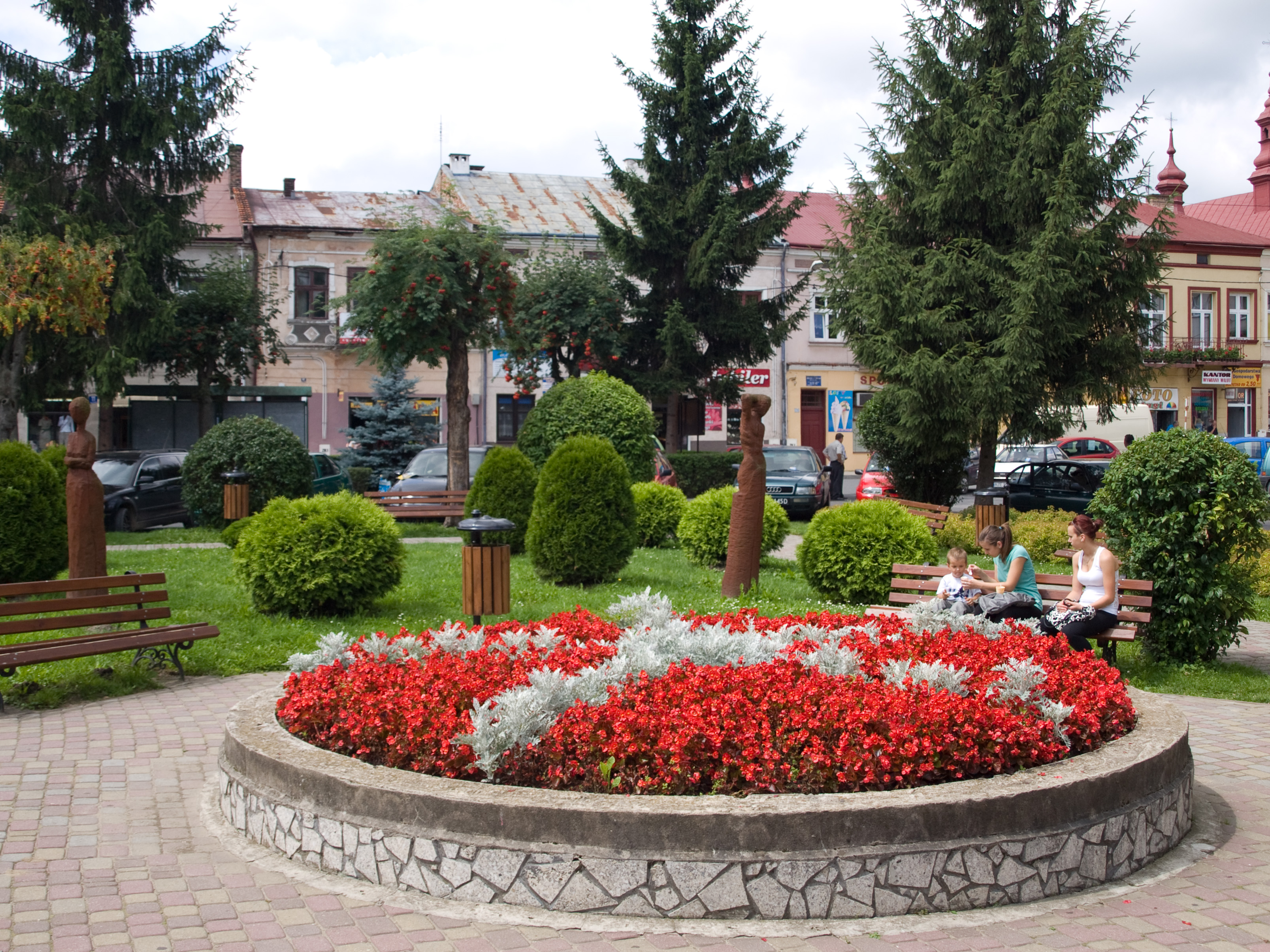
Marktplatz

Dynów (deutsch: Dünow, Denoph) ist eine polnische Stadt in der Woiwodschaft Karpatenvorland im Powiat Rzeszowski.

## Geographische Lage
Die Stadt liegt im Süden Polens an dem Fluss San. Rzeszów liegt etwa 30 Kilometer nordwestlich und Przemyśl 40 Kilometer östlich von Dynów.
Das Stadtgebiet liegt auf 250 bis 270 Meter über dem Meeresspiegel am östlichen Fuße des Dynów-Gebirges.

## Geschichte
Die erste urkundliche Erwähnung des Ortes stammt aus dem Jahr 1423. Ob der Ort bereits zu diesem Zeitpunkt das Stadtrecht besaß, ist unklar. Sechs Jahre später wurde Dynów, in der damaligen Bezeichnung Denow oder Denov, als Stadt genannt. Das Stadtrecht war nach Magdeburger Recht erteilt. Im Verlauf des 15. Jahrhunderts wurde auch eine Pfarrschule eingeweiht. Ab 1512 war es der Stadt erlaubt zwei Jahrmärkte im Jahr abzuhalten. Am 19./20. Februar 1657 erreichte die Armee von  Georg II. Rákóczi die Stadt und zerstörte große Teile Dynóws, darunter auch die Pfarrkirche.
1663 wurde die 1657 zerstörte Stadtkirche wieder aufgebaut. 1772, bei der Ersten Teilung Polens kam die Stadt unter die Herrschaft von Österreich. Im 19. Jahrhundert wurde sie auch Dünow genannt. 1904 wurde Dynów an das Schienennetz angeschlossen. Nach dem Ersten Weltkrieg kam die Stadt zum wieder errichteten Polen und verlor zugleich sein Stadtrecht. Am 13. September 1939 besetzte die Wehrmacht im Rahmen des Überfalls auf Polen die Stadt. Die Deutschen brannten kurz darauf, in der Nacht vom 18. zum 19. September, die Synagoge Dynóws nieder. Zugleich wurden bei Massenhinrichtungen etwa 300 bis 400 Juden ermordet. Am 28. Juli 1944 endete die Besetzung der Stadt durch die Wehrmacht. 1946 erhielt Dynów erneut das Stadtrecht verliehen.
Auf Grund einer Reform der Verwaltungsgliederung Polens kam die Stadt 1975 zur Woiwodschaft Przemyśl. Nach einer erneuten Reform ist die Stadt seit 1999 Teil der Woiwodschaft Karpatenvorland.

### Einwohnerentwicklung
1510 lebten in den 142 Häusern Dynóws etwa 710 Menschen, 1589 waren es 784 Einwohner in 157 Häusern. 1653 lebten 1089 Menschen hier. 1662 lebten nur noch 136 Menschen in der Stadt. Inzwischen unter der Herrschaft Österreichs wurden im Ort 1777 1537 Einwohner gezählt, 1785 waren es 2203, wovon 1493 katholisch waren. Nach dem Zweiten Weltkrieg betrug die Einwohnerzahl 1946 4961. Diese sank im Verlauf der folgenden vier Jahre auf 3520. 1971 betrug sie 3717, 1990 5743.

### Söhne und Töchter der Ortschaft
- Jaroslaw Halan (1902–1949), ukrainischer kommunistischer Schriftsteller, Dramatiker, Journalist und Publizist.

## Gmina
Die Stadt Dynów bildet eine eigenständige Stadtgemeinde (gmina miejska). Zugleich besteht eine eigenständige Landgemeinde gleichen Namens, zu der neun Schulzenämter gehören. Insgesamt hat die Gemeinde eine Fläche von 119 km², auf der 6836 Menschen wohnen (31. Dezember 2020).

## Bauwerke
- Kirche, 1663 errichtet

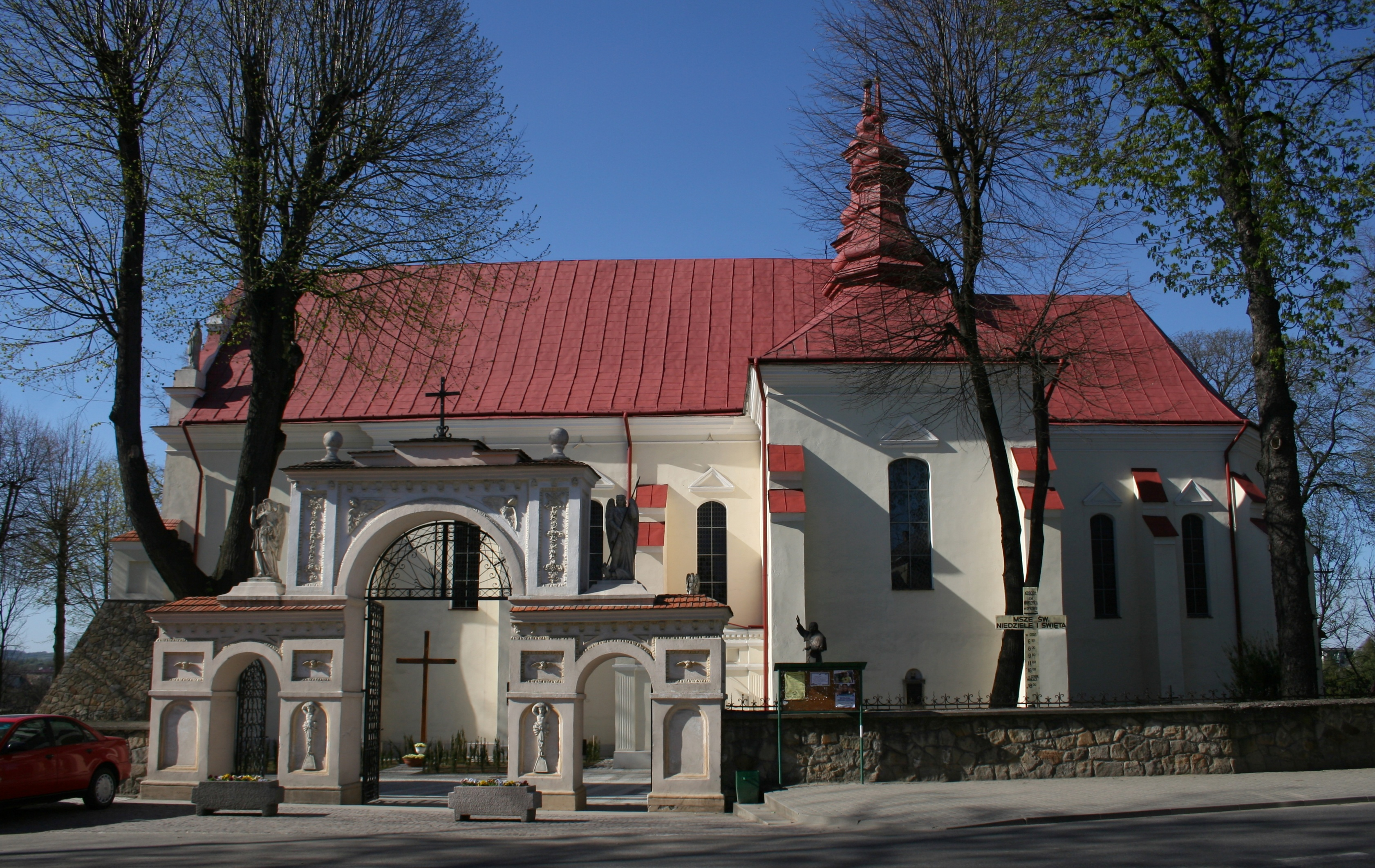
Kirche von 1663

- Schulgebäude aus dem 19./20. Jahrhundert in der Straße Ks. J. Ożoga
- Römisch-katholischer Friedhof aus dem 19. Jahrhundert mit einer Kapelle aus dem Jahr 1892
- Alter jüdischer Friedhof

## Verkehr
Die Stadt wird von der Woiwodschaftsstraße 884 (droga wojewódzka 884) in ost-westlicher Richtung durchschnitten. Im Stadtgebiet kreuzt sie dabei die Woiwodschaftsstraße 835, die von Nord nach Süd verläuft. Dynów ist Endpunkt der Schmalspurbahn Przeworsk–Dynów.
Der nächste internationale Flughafen ist der Flughafen Rzeszów-Jasionka.